# Xyloprista hexacantha
Xyloprista hexacantha är en skalbaggsart som först beskrevs av Leon Fairmaire 1892.  Xyloprista hexacantha ingår i släktet Xyloprista och familjen kapuschongbaggar. Inga underarter finns listade i Catalogue of Life.

## Bildgalleri

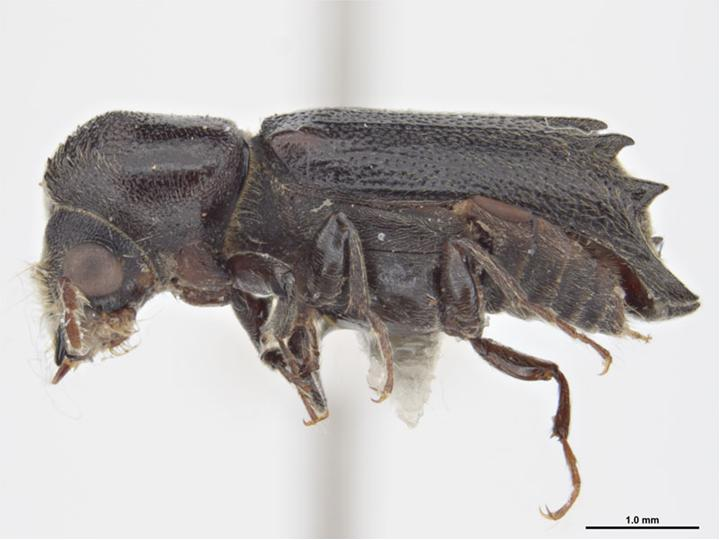